# Doddie Weir
George Wilson Weir (Edimburgo, 4 de julio de 1970-26 de noviembre de 2022) fue un jugador británico de rugby, internacional por la selección de Escocia, que se desempeñaba como segunda línea.

## Selección nacional

### Escocia
Debutó en el XV del Cardo por primera vez en noviembre de 1990 y jugó con ellos hasta su última convocatoria en marzo de 2000. En total jugó 61 partidos y marcó cuatro tries (19 puntos).

#### Participaciones en Copas del Mundo
| Mundial                       | Sede       | Resultado        | PJ | Tries |
| ----------------------------- | ---------- | ---------------- | -- | ----- |
| Copa Mundial de Rugby de 1991 | Inglaterra | Cuarto puesto    | 6  | 1     |
| Copa Mundial de Rugby de 1995 | Sudáfrica  | Cuartos de final | 5  | 2     |
| Copa Mundial de Rugby de 1999 | Gales      | Cuartos de final | 3  | 0     |

### British and Irish Lions
Fue convocado a los Leones Británicos e Irlandeses para la Gira de Sudáfrica 1997.

## Muerte
En sus últimos años de vida, Weir tuvo que recibir tratamiento contra la enfermedad de la motoneurona que le había sido diagnosticada en 2016, y se convirtió en un portavoz por la investigación contra las enfermedades degenerativas. Llegó incluso a ser nombrado Oficial de la Orden del Imperio Británico en 2019. En su honor, la Federación Escocesa de Rugby organiza desde 2018 un torneo conocido como Copa Doddie Weir que enfrenta a las selecciones de Escocia y Gales.
Doddie Weir falleció el 26 de noviembre de 2022, a los 52 años.

## Palmarés
- Campeón del Torneo de las Cinco Naciones de 1999.
- Campeón de la Aviva Premiership de 1997-98.
- Campeón de la Scottish Division One de 1991-92, 1992-93 y 1994-95.